# 宜昌市第一中学
30°42′25″N 111°14′12″E / 30.70684°N 111.23669°E

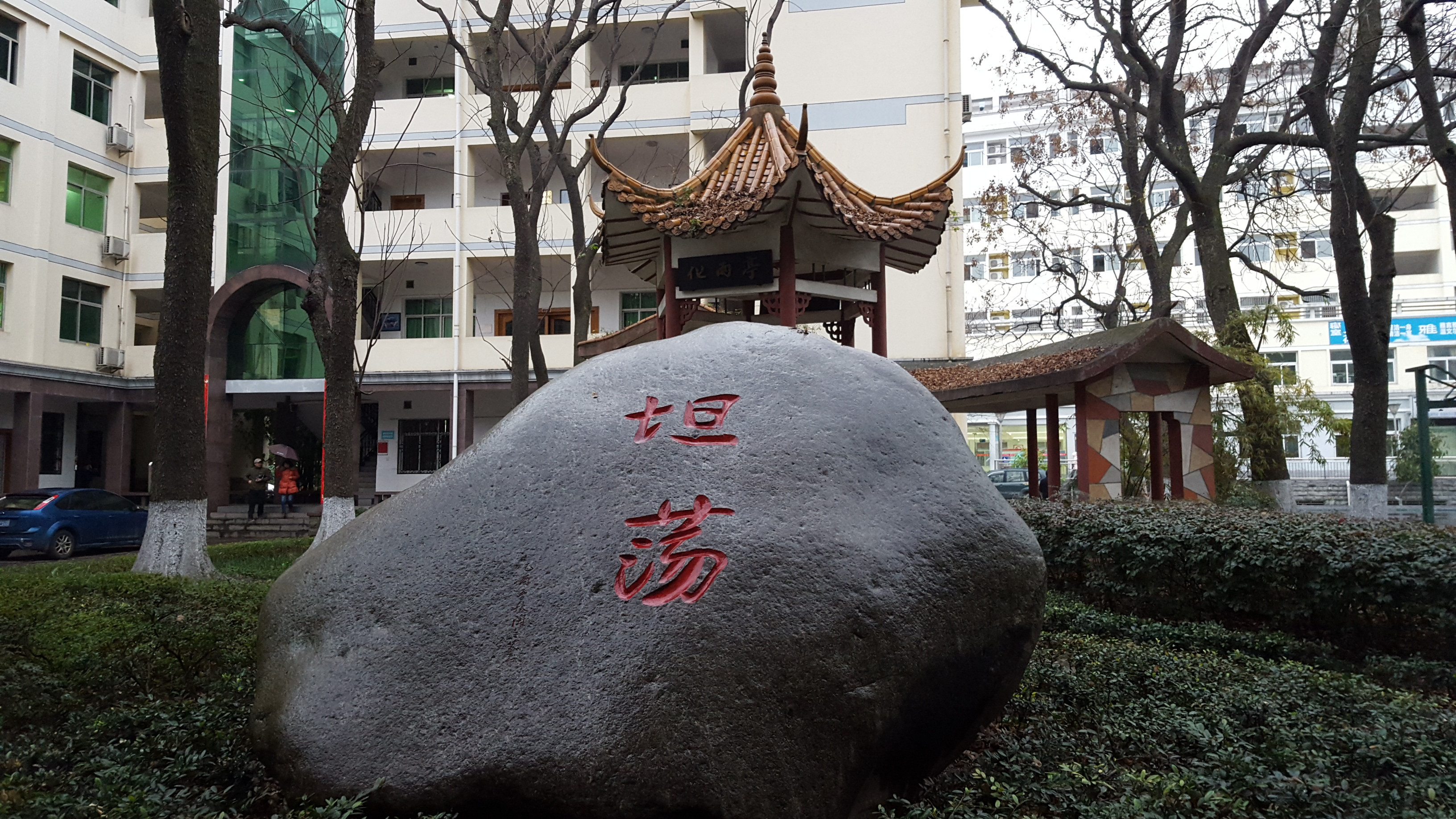
宜昌一中坦荡石

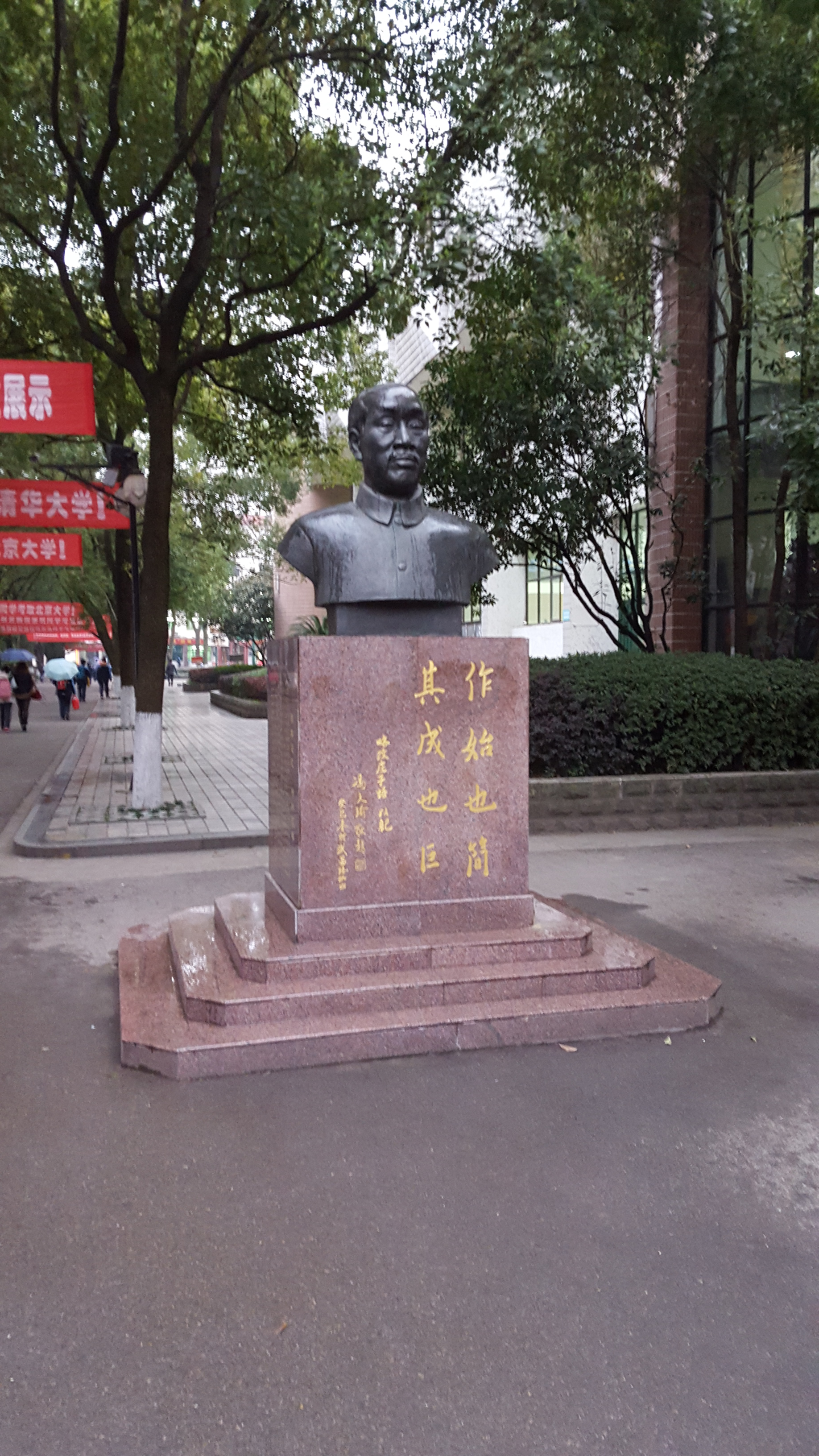
宜昌一中董必武铜像

宜昌市第一中学，简称宜昌一中，位于湖北省宜昌市思圣路17号，是一所高级中学、省级示范中学，并与同处宜昌市的夷陵中学具有相当的影响力。。目前，该校的新校区已基本建设完毕，地点位于点军区偏岩村，靠近至喜长江大桥点军区的入口。宜昌一中是湖北省首批确定办好的重点中学，是湖北省最早的省级示范学校之一。宜昌一中新校区于2017年8月24日开校，高一高二学生在当天陆续进入校区。新校区占地324亩，共计60个教学班，包括“内尔班”“潘垣创新班”“欧阳修人文班”“阳光班”“中新实验班”等多个特色班，师生3600余人。